# (878) Mildred
(878) Mildred ist ein Asteroid des Hauptgürtels, der am 6. September 1916 vom US-amerikanischen Astronomen Seth Barnes Nicholson am Mount-Wilson-Observatorium entdeckt wurde.
Der Asteroid wurde benannt nach Mildred Shapley Matthews (1915–2016), der Tochter des US-amerikanischen Astronomen Harlow Shapley.
Er war längere Zeit vermisst und wurde erst 1991 von Gareth Vaughan Williams mit bis 1985 zurückreichenden Aufnahmen wiedergefunden.